# Erika Vikman
Erika Susanna Vikman (Tampere, 20 febbraio 1993) è una cantante finlandese.
Ha rappresentato la Finlandia all'Eurovision Song Contest 2025 con il brano Ich komme, classificandosi all'undicesimo posto.

## Biografia
Nata a Tampere e cresciuta fra Lempäälä e Pori, Erika Vikman è salita alla ribalta nel 2008 con la sua vittoria alla competizione musicale Tangojuniori e, due anni dopo, con la sua partecipazione al festival Ponnahduslauta nella sua città natale. Fra il 2009 e il 2010 ha recitato nella serie di Yle TV2 Parasta aikaa nel ruolo di Iira Ström. Nel 2011 ha partecipato al programma di Nelonen Stage; la squadra di cui faceva parte è risultata vincitrice.
Nel 2013 si è diplomata dalla scuola superiore a Tampere e ha iniziato a studiare canto pop e jazz all'Università musicale del Pirkanmaa. Nello stesso anno è stata scelta fra i finalisti della settima edizione del talent show di MTV3 Idols, dove è finita al settimo posto.
Nel 2015 ha partecipato al festival del tango finlandese Seinäjoen Tangomarkkinat, dove è arrivata seconda; ha ritentato la competizione l'anno successivo e ha vinto, venendo eletta regina del tango del 2016. Sempre nel 2016 ha iniziato a uscire con il cantante schlager Danny, più anziano di lei di quarant'anni, con cui convive dal 2018. Nel 2017 ha partecipato al programma canoro di MTV3 Tähdet, tähdet ed è stata protagonista di una puntata del reality Iholla.
Il 7 marzo 2020 Erika Vikman è stata una dei sei partecipanti a Uuden Musiikin Kilpailu, il programma di selezione del rappresentante finlandese all'Eurovision Song Contest, dove ha presentato il brano Cicciolina. Ha vinto il televoto, ma non ha ottenuto abbastanza punti dalla giuria da essere incoronata vincitrice una volta sommati tutti i voti. Nonostante ciò, Cicciolina ha goduto di notevole successo commerciale: ha raggiunto la 5ª posizione della Suomen virallinen lista, rimanendo in top 20 per due mesi, ed è stata certificata disco di platino con oltre 40 000 unità vendute a livello nazionale. Ha ottenuto successo anche il singolo successivo, Syntisten pöytä, 3º posto nella classifica nazionale e anch'esso certificato disco di platino. La prima tournée nazionale della cantante, a sostegno dell'album di debutto Erika Vikman, numero uno nella Suomen virallinen lista, si è snodata in quaranta concerti fra luglio e dicembre 2021. Agli Emma gaala, il principale riconoscimento musicale della Finlandia, ha ricevuto tre nomination, di cui una per l'artista dell'anno.
Nel 2025 ha nuovamente partecipato all'annuale Uuden Musiikin Kilpailu, dove ha presentato l'inedito Ich komme. Subito dopo la sua uscita è stato quello preferito dal pubblico commercialmente tra i brani in gara, finendo al 2º posto della hit parade nazionale. Nella competizione, svoltasi l'8 febbraio 2025, Vikman ha conquistato la vittoria grazie al televoto diventando di diritto la rappresentante finlandese all'Eurovision Song Contest 2025 a Basilea, in Svizzera. Il seguente 15 maggio ha partecipato alla seconda semifinale dell'Eurovision Song Contest e si è qualificata per la finale del 17 maggio, dove ha concluso all'11º posto con 196 punti.

## Discografia

### Album in studio
- 2021 – Erika Vikman

### EP
- 2025 – Erikavision

### Singoli
- 2015 – Etkö uskalla mua rakastaa
- 2017 – Ettei mee elämä hukkaan
- 2017 – Säännöt
- 2017 – Jos osaisin sanoa ei
- 2020 – Cicciolina
- 2020 – Syntisten pöytä
- 2021 – Häpeä
- 2021 – Tääl on niin kuuma (con Arttu Wiskari)
- 2021 – Huonoja ideoita (con Antti Tuisku)
- 2021 – Rivariunelmii (con Arttu Wiskari)
- 2022 – Kateus
- 2022 – Ihmisen ikävä toisen luo
- 2022 – Loimaa
- 2022 – Kasipäkki
- 2022 – Via dolorosa
- 2022 – Tulppaanisi
- 2022 – Maailmanlopun reunalla
- 2022 – Kova duuni on rahaa
- 2022 – Maalaispoika oot
- 2022 – Maaolma on sun
- 2022 – Häpeä
- 2022 – En etsi valtaa loistoa
- 2023 – Elizabeth Taylor
- 2024 – Ruoska (con Käärijä)
- 2024 – Myynnissä
- 2025 – Ich komme

#### Collaborazioni
- 2019 – 7300 päivää (DJ Oku Luukkainen & HesaÄijä feat. Erika Vikman & Danny)

## Filmografia
- Parasta aikaa – serie TV, 9 episodi (2009-10)
- Kingi – serie TV, episodio 2x03 (2018)